# Dinamo Basket Sassari
Dinamo Basket Sassari (auch Banco di Sardegna Sassari) ist ein italienischer Basketballverein aus Sassari.

## Geschichte
Der Verein wurde 1960 gegründet und spielte erstmals im Jahr 1963 in einer regionalen Liga, ehe der Klub 1966 an der vierthöchsten Liga, der Serie C, teilnahm. 1980 folgte der Aufstieg in die Serie B. Nach einem zwischenzeitlichen Abstieg etablierte man sich ab der Saison 1983/84 in dieser Liga. In der Spielzeit 1988/89 erreichte Sassari die entscheidende Spielserie um den Aufstieg in die Serie A2, die zweite Basketball-Liga in Italien. Das Team setzte sich 2:1 gegen Mens Sana Basket Siena durch.
Es folgten zehn Jahre in der Serie A2, in denen man überwiegend Mittelfeldplätze belegte. Zweimal erreichte das Team die Play-offs um den Aufstieg in die Serie A. Gegen Basket Livorno und Basket Rimini Crabs konnte es sich jeweils im Halbfinale nicht durchsetzen. Nur ein Jahr nach dem Erreichen des Halbfinals gegen Rimini stieg der Klub überraschend als Letzter in die Serie B d’Eccelenza ab, der dritten Liga. Dort belegte man zunächst nach Ende der Hauptrunde den ersten Platz, scheiterte aber in den Play-offs. 2003 bezwang die Mannschaft Pallacanestro Trapani im entscheidenden Duell um den Aufstieg in die Legadue, wie die zweite Liga inzwischen genannt wurde. Nachdem Sassari in dieser Liga seit 2007 zu den Anwärtern auf den Aufstieg gehört hatte, gelang dieser in der Saison 2009/10. Die Mannschaft schaltete in den Play-offs zunächst Pistoia Basket 2000, dann Junior Libertas Pallacanestro und im Finale schließlich Veroli Basket aus.
In der ersten Saison in der Serie A erreichte das Team als Sechster der Hauptrunde direkt die Play-offs um die italienische Basketballmeisterschaft. Im Viertelfinale trat man gegen Olimpia Milano an. Nachdem Sassari das erste Spiel in Mailand knapp mit 71:70 gewonnen hatte, wurden die folgenden drei Spiele allesamt verloren und die Mannschaft schied aus. Die reguläre Runde der Saison 2011/12 beendete Sassari auf dem vierten Platz. In den Play-offs scheiterte die Mannschaft im Halbfinale an Montepaschi Siena.
In der Saison 2012/13 nahm Dinamo Basket zum ersten Mal in der Vereinsgeschichte an einem Europapokal teil. Im ULEB Eurocup, dem zweitwichtigsten europäischen Wettbewerb im Basketball, wurde die Mannschaft in der ersten Gruppenphase Letzter und schied aus.
2018/19 gewann Sassari den FIBA Europe Cup.

## Halle
Der Verein trägt seine Heimspiele in der 5000 Plätze umfassenden Pala Serradimigni aus.

## Bekannte (ehemalige) Spieler
- Michał Ignerski (2012–2013)
- Quinton Hosley (2011–2012)
- James White (2010–2012)
- Antti Nikkilä (2007–2008)
- Marshall Phillips (2005–2006)